# Coq

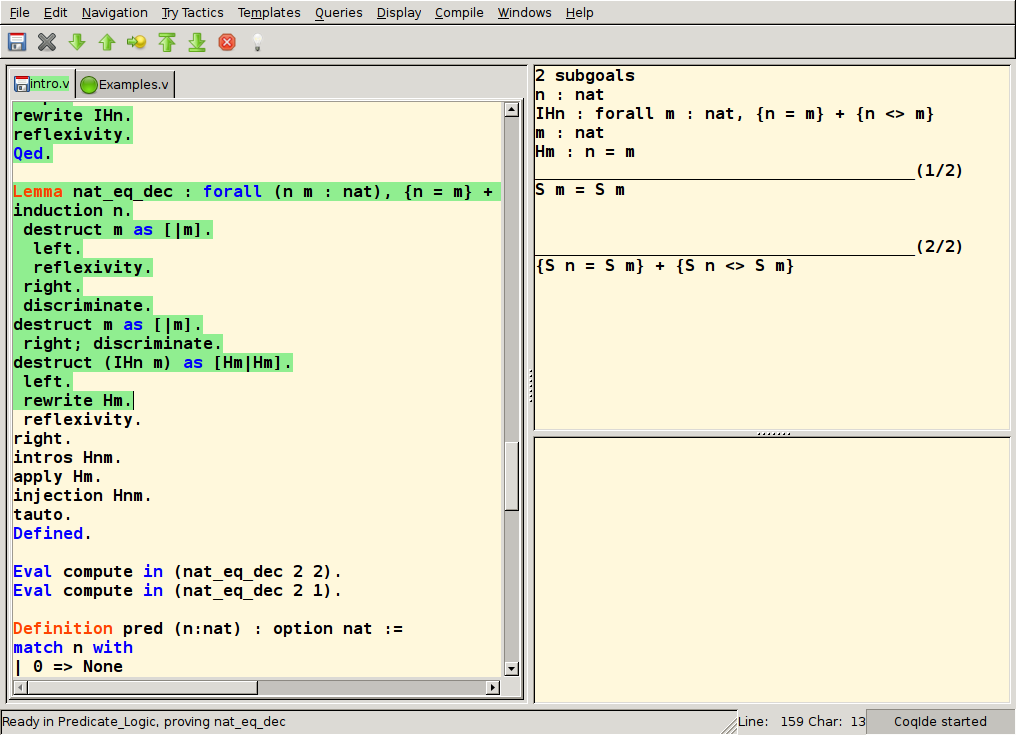
一个交互式定理证明的CoqIDE会话，左侧为证明的脚本，右侧显示当前证明的状态。

Coq 是一个交互式的定理证明辅助工具。它允许用户输入包含数学断言的表达式、机械化地对这些断言执行检查、帮助构造形式化的证明、并从其形式化描述的构造性证明中提取出可验证的（certified）程序。Coq 的理论基础是归纳构造演算（calculus of inductive constructions）、一种构造演算（calculus of constructions）的衍生理论。Coq 并非一个自动化定理机器证明语言；然而，它提供了自动化定理证明的策略（tactics）和不同的决策过程。
Coq 同时还是一个依赖类型的函数式编程语言。它由法国PPS实验室的PI.R2团队研究开发，该团队由INRIA、巴黎综合理工学院、巴黎第十一大学、巴黎第七大学和法国国家科学研究中心组成。此前里昂高等师范学校亦曾参与开发。Coq 项目当前由 Gérard Huet、Christine Paulin-Mohring 和 Hugo Herbelin领导。Coq 使用 OCaml 以及少部分 C 实现。
单词 coq 在法语中意为“公鸡”，此命名体现了法国在研究活动中使用动物名称命名工具的传统。 最初，它被简单地称作 Coc，意即构造演算（calculus of constructions）的缩写，同时也暗含了 Thierry Coquand（与 Gérard Huet 共同提出了前述的构造演算）的姓氏。
Coq 自身提供了一套规范语言 Gallina
（gallina 在西班牙语中意为“母鸡”）。使用 Gallina 书写的程序具有规范化性质——它们总是会终止。此性质使之避开了停机问题
。同时，这也使得 Coq 语言本身并非图灵完全。

## 应用
- 四色定理：在2004年九月使用 Coq 完成正式的证明。
- 法伊特-汤普森定理：在2012年九月使用 Coq 完成正式的证明。

## 引用
1. ↑  . 2025年3月12日.
2. ↑  A short introduction to Coq （页面存档备份，存于）.
3. ↑  .   [2014-01-23]. （原始内容存档于2013-12-17）.
4. ↑  Coq Version 8.0 for the Clueless (174 Hints) （页面存档备份，存于）. Flint.cs.yale.edu. Retrieved on 2013-11-07.
5. ↑  Adam Chlipala.
"Certified Programming with Dependent Types":
"Library Universes" （页面存档备份，存于）.
6. ↑  Adam Chlipala.
"Certified Programming with Dependent Types":
"Library GeneralRec" （页面存档备份，存于）.
"Library InductiveTypes" （页面存档备份，存于）.